# Carta della Natura
“Carta della Natura” è il documento conoscitivo e di programmazione territoriale, pubblico, ufficiale e obbligatorio dello Stato Italiano, previsto dall’art. 3 della L. 394/1991.
Scopo di tale documento è quello di individuare le linee fondamentali dell'assetto del territorio nazionale ponendo particolare attenzione ai valori naturali ed ambientali nonché garantire e promuovere, in forma coordinata, la conservazione e la valorizzazione del "patrimonio naturale" del Paese (articolo 1, comma 1, L. 394/1991) in aderenza sia al dettato della Costituzione Italiana (art. 9) sia ai Trattati internazionali sottoscritti dallo Stato Italiano in materia (Convenzione di Parigi, Convenzione di Berna, Convenzione di Ramsar, Convenzione sulla Protezione del Patrimonio Mondiale culturale e naturale, Direttiva "Habitat" e Direttiva "Uccelli").

## La realizzazione
La legge stabilisce che tale documento deve essere realizzato integrando, coordinando ed utilizzando tutti i dati disponibili (fisici, floristici, faunistici, demografici, edilizi, produttivi, ed infrastrutturali) relativi al territorio della Repubblica Italiana, ivi compresi quelli contenuti nella "Carta della Montagna", prodotti dalle Pubbliche Amministrazioni (incluse le cartografie relative alla pianificazione territoriale nonché quelle prodotte ai fini della programmazione venatoria, delle servitù militari e dell'art. 841 del Codice Civile) in conformità agli indirizzi della Conferenza permanente per i rapporti tra lo Stato, le regioni e le province autonome di Trento e di Bolzano (in precedenza del Comitato per le aree naturali protette), nonché quelle prodotte da privati.

### I soggetti incaricati
Inizialmente il compito di realizzare la Carta venne affidato al Dipartimento dei Servizi Tecnici Nazionali, istituiti con la legge 18 maggio 1989, n.183; successivamente alla loro soppressione ed accorpamento all’Agenzia per la Protezione dell’Ambiente e per i Servizi Tecnici (A.P.A.T) tale compito si trasferì alla stessa Agenzia (ora Istituto Superiore per la Protezione e la Ricerca Ambientale istituito con la legge n. 133/2008).

### La progressione dei lavori
In assenza di precedenti esperienze consolidate i lavori per la redazione di Carta della Natura d’Italia si sono sviluppati in diverse fasi.
Una prima fase iniziale ha visto la realizzazione preliminare della “Carta delle Unità Fisiografiche dei Paesaggi Italiani alla scala 1:250.000” in collaborazione con il Dipartimento di Biologia dell’Università degli studi di Trieste per la definizione di indici e indicatori rappresentativi idonei per la valutazione di qualità e vulnerabilità ambientale.
Una successiva fase sperimentale alla scala 1:50.000 ha visto coinvolto il mondo accademico nazionale tra la fine degli anni novanta ed il 2004. Tale studio, al quale hanno contribuito molte Università italiane, ha portato alla realizzazione di carte degli habitat di aree significative distribuite su tutto il territorio nazionale, permettendo di testare metodologie e tecniche di realizzazione della carta e di ideare ed applicare metodologie di valutazione ambientale dei biotopi cartografati.
A partire dal 2004, terminata la fase sperimentale, i lavori sono stati articolati per ambiti regionali, anche grazie alla partecipazione attiva di diverse Amministrazioni Regionali, Agenzie Regionali per la Protezione dell’Ambiente (ARPA) ed Enti Parco.
Nel 2009 l’ISPRA avviò quindi i lavori per Carta della Natura a scale di maggior dettaglio rispetto a quella standard di 1:50.000 (scale 1:25.000, 1:10.000 o ancora meno), accogliendo le richieste dei diversi soggetti partecipanti al progetto di dotarsi di uno strumento di conoscenza del territorio conforme agli standard progettuali di Carta della Natura ma con un dettaglio adeguato alle loro esigenze istituzionali.
Tale maggiore dettaglio avrebbe consentito la realizzazione di ulteriori prodotti utilizzabili per diversi scopi applicativi quali il completamento della rete Natura 2000, l’individuazione di reti ecologiche a scala regionale e locale, studi accurati per la Valutazione Ambientale Strategica (V.A.S.), la Valutazione di Impatto Ambientale (V.I.A.) e la Valutazione di Incidenza (V.Inc.A.) nonché coadiuvare sia l’attività pianificatoria di livello locale sia la progettazione di azioni di tutela e di valorizzazione dell’ambiente favorendo la partecipazione dei cittadini come previsto dalla Convenzione di Aarhus.
Questo filone di attività si inserisce organicamente nel disegno complessivo di Carta della Natura e nella sua concezione multiscalare con una differenza sostanziale rispetto alle scale 1:50.000 e 1:250.000. Lo scopo finale non sarebbe infatti quello di coprire l’intero territorio nazionale, ma solo porzioni di territorio circoscritte, di particolare interesse ecologico-ambientale, individuate dalle istituzioni locali.

## Adozione
La legge 394/1991 non ha previsto alcun termine per l’adozione del suddetto documento essendo questo uno strumento “dinamico” in funzione dei cambiamenti “subiti” nel corso del tempo degli elementi costitutivi del territorio (dinamiche demografiche, usi del suolo, stato e ampiezza degli habitat, variazioni fisiografiche, ecc ...).
E’ adottata, su proposta del Ministro dell'Ambiente, dal Comitato per le aree naturali protette (organo ora sostituito, a seguito della soppressione dello stesso Comitato operata dall’art. 7, comma 1, del D.Lgs. 28 agosto 1997, n. 281, dalla Conferenza permanente per i rapporti tra lo Stato, le regioni e le province autonome di Trento e di Bolzano).

## Stato attuale
Oltre alla "Carta delle Unità Fisiografiche dei Paesaggi Italiani", come detto sopra, attualmente sono state completate le "Carte degli Habitat" delle regioni Valle d’Aosta, Liguria, Veneto, Friuli-V.G., Toscana, Umbria, Lazio, Abruzzo, Molise, Campania, Puglia, Sicilia e Sardegna.
Risultano in fase di completamento le "Carte degli Habitat" della Provincia Autonoma di Trento e delle regioni Emilia-Romagna, Marche e Calabria.
Non sono disponibili attualmente carte per la Provincia Autonoma di Bolzano e per le regioni Piemonte e Lombardia.
Nel 2019, infine, è stata redatta la nuova "Legenda nazionale per la cartografia degli habitat."

## Link
ISPRA - Sistema Carta della Natura